# Winnertzia colubrifera
Winnertzia colubrifera är en tvåvingeart som beskrevs av Boris Mamaev 1975. Winnertzia colubrifera ingår i släktet Winnertzia och familjen gallmyggor. Inga underarter finns listade i Catalogue of Life.